# Helicteres lanceolata
Helicteres lanceolata är en malvaväxtart som beskrevs av Dc.. Helicteres lanceolata ingår i släktet Helicteres och familjen malvaväxter. Utöver nominatformen finns också underarten H. l. gagnepainiana.